# Douar Mers Lahjar
 (juillet 2012).
Douar Mers Lahjar est un douar situé dans la commune Laghnadra, à 75 km de la ville d'El Jadida au Maroc.
Il appartient à la région Doukkala-Abda.

## Population
Sa population peut être estimée à environ 1 500 habitants.
Il y a une école primaire et a un complexe social. La plupart des jeunes ont un niveau scolaire supérieur au primaire.

## Économie
L'Association Al Majd de Développement et de Coopération a pour objet de réaliser le développement local au Douar de Mers Lahjar, à travers la coopération et la solidarité, et la participation à des projets locaux, des programmes de rayonnement, de déployer les efforts nécessaires auprès des autorités responsables pour leur réalisation. L'association veillera également à établir des partenariats dans le cadre de la loi pour réaliser le développement local et environnemental (élargissement des routes, éradication des herbes non –souhaitables, le dégagement des ordures, etc.).
La majeure partie de sa population travaille dans le domaine de l'agriculture et le commerce des produits alimentaire. En plus de ça, il existe des petites industries de caisses de bois, et il y a le ramassage des métaux pour le recyclage.